# Drosophila kambysellisi
Drosophila kambysellisi är en tvåvingeart som beskrevs av Elmo Hardy och Kaneshiro 1969. Drosophila kambysellisi ingår i släktet Drosophila och familjen daggflugor.
Artens utbredningsområde är Hawaii.